# Ihar Stefanowicz
Ihar Wikiencjewicz Stefanowicz, błr. Ігар Вікенцьевіч Стэфановіч, ros. Игорь Викентьевич Стефанович, Igor Wikientjewicz Stiefanowicz (ur. 20 lutego 1965 w Mińsku) – białoruski hokeista. Trener hokejowy.
Jego syn Michaił (ur. 1989) także został hokeistą.

## Kariera zawodnicza
- Tarpeda Mińsk (1993-1994)
- TTH Metron Toruń (1994-1996)
- HK Nioman Grodno (1996-2003)
- Dynama Mińsk (2003-2004)

Występował w klubach białoruskich, a ponadto w polskiej drużynie z Torunia w sezonach 1994/1995, 1995/1996.

## Kariera trenerska
- Dynama Mińsk (2004–2005), asystent trenera
- HK Homel (2005–2006), asystent trenera
- HK Homel 2 (2008–2010, 2011–2012), trener
- Reprezentacja Białorusi do lat 20 (2011–2012), asystent trenera[6]
- Dynama Mińsk (2012–), trener w sztabie

Po zakończeniu kariery został trenerem. Od marca 2012 trener w szkole Dynama Mińsk.

## Sukcesy
Klubowe
- Brązowy medal mistrzostw Polski: 1996 z TTH Toruń
- Zwycięzca Wschodnioeuropejskiej Ligi Hokejowej: 1996 z Niomanem Grodno
- Brązowy medal mistrzostw Białorusi: 1996, 1997, 2000, 2002 z Niomanem Grodno
- Złoty medal mistrzostw Białorusi: 1998, 1999, 2001 z Niomanem Grodno